# Голема река (Плакенска)
Вижте пояснителната страница за други значения на Голема река.
Голема река (на македонска литературна норма: Голема Река) е река в Северна Македония. Извира от Плакенска планина на височина 1880 m. При Белчища се влива в река Сатеска, като неин десен приток. Дължината ѝ е 24,1 km, а площта на водосборния ѝ басейн е 123 km2.